# Характеристический класс
Характеристический класс — когомологический класс, сопоставляемый главному расслоению на топологическом пространстве.

## История
Понятие характеристического класса появляется в 1935 в работaх Штифеля и Уитни о векторных полях на многообразиях.

## Определение
Характеристический класс сопоставляет главному {\displaystyle G}-расслоению {\displaystyle p:P\to X} элемент {\displaystyle c_{p}\in H^{*}(X)} в когомологиях такой, что, если {\displaystyle f:Y\to X} непрерывное отображение,
и {\displaystyle q:Q\to Y} индуцированное расслоение, то
{\displaystyle c_{q}=f^{*}(c_{p}),}
где {\displaystyle f^{*}:H^{*}(X)\to H^{*}(Y)} индуцированый гомоморфизм на когомологиях.

### Связанные определения
Взяв ∪-npоизведение нескольких характеристических классов и подставив в него фундаментальный класс многообразия, можно получить инвариант главного расслоения, называемый характеристическим числом.

## Примеры
- Класс Понтрягина
- Класс Штифеля — Уитни

## Свойства
- Два многообразия бордантны тогда и только тогда, когда все их числа Штифеля — Уитни совпадают.
  - Для ориентированного бордизма требуется дополнительно совпадение всех чисел Понтрягина.